# Ruth Cameron
Ruth Cameron, cantante estadounidense de jazz.
En sus comienzos fue actriz teatral, tanto en Estados Unidos como en Europa. Tras casarse con el bajo Charlie Haden, se desvinculó de esa actividad y se convirtió en mánager de su marido, ayudándole a formar su exitoso grupo Quartet West y coproduciendo con él sus primeros trabajos. 
Enraizada en una familia musical y con el apoyo de su marido, Ruth se fue poco a poco aproximando al jazz, ayudada además por dos mentores, un entrenador vocal, Sue Raney, y la legendaria cantante Jeri Southern.  
Finalmente, en 1997 publica su primer disco, First Songs, acompañada de su marido al bajo, de Chris Dawson en el piano y de Larance Marable a la batería. Las buenas críticas la animaron a preparar su segundo disco, Roadhouse, para el que contó con Alan Broadbent al piano, y con aportaciones especiales de varios músicos de renombre como Brad Mehldau.
- Datos: Q2177582